# Veine thoraco-dorsale
La veine thoraco-dorsale est une veine du thorax qui contribue au réseau veineux de la veine circonflexe scapulaire.